# Natalija Mazak

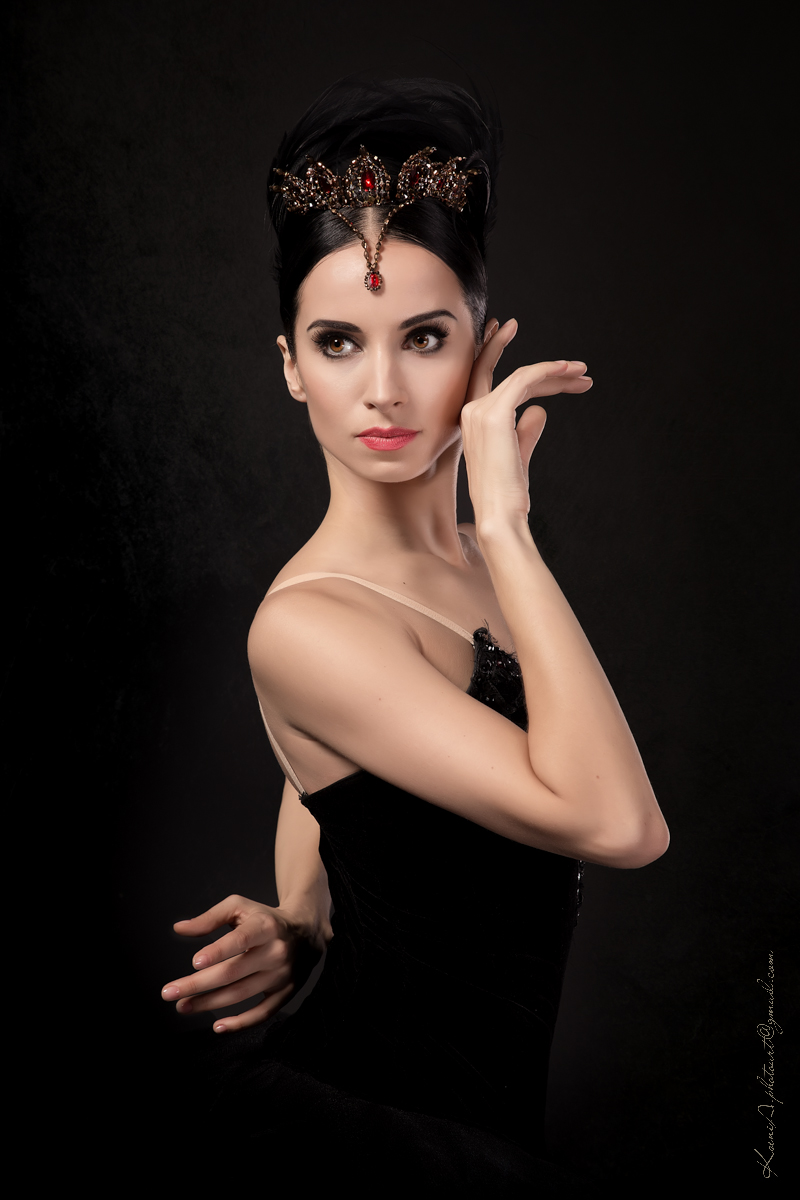
Natalija Mazak 2015

Natalija Olexandriwna Mazak (ukrainisch Наталія Олександрівна Мацак, russisch Natalyja Aleksandrowna Mazak Наталия Александровна Мацак; international auch Natalie Matsak; * 17. März 1982 in Kiew, Ukrainische SSR) ist eine ukrainische Primaballerina.

## Leben
Natalya Matsak tanzt seit ihrem vierten Lebensjahr. Von 1992 bis 2000 studierte sie an der Staatlichen Choreografischen Schule in Kiew. Nach ihrem Abschluss wurde sie im Alter von siebzehn Jahren  als Balletttänzerin am Nationalen Opern- und Balletttheater der Ukraine benannt nach Taras Schewtschenko engagiert.
Dort tanzte sie als  Primaballerina unter anderem in dem Ballett „Don Quichotte“, „Schwanensee“, „Raimonda“, „Carmen Suite“, „La Bayadère“, „Le Corsaire“, „Nussknacker“ und „Spartacus“. Natalia Matsak trat in zahlreichen Ländern wie Japan, Korea, Kanada, Portugal, Spanien, Italien, Deutschland, Mexiko, Weißrussland und Russland auf.

## Ehrungen
- 2008 wurde ihr vom Präsidenten der Ukraine Wiktor Juschtschenko als Staatspreis der Ukraine der Ehrentitel „Verdienter Künstler der Ukraine“ verliehen.[4]